# Dorobanţi (Arad, Rumunjska)
Dorobanţi je općina u županiji Arad u Rumunjskoj. Općina je osnovana 2004., kada se je odvojila od grada Curtici. Čini je jedno istoimeno selo. Prvi zapisi o lokalitetu datiraju iz 1454.